# Metafora (film)
Metafora este un film documentar românesc din 2016, regizat de Mihai Bădică.